# Lista över innevarande patriarker
Detta är en lista över innevarande kristna patriarker.

## Patriarker och påve i den katolska kyrkan
| Stol                       | Rit                                                             | Biskop                                          | Tillträde år |
| -------------------------- | --------------------------------------------------------------- | ----------------------------------------------- | ------------ |
| Rom                        | Romersk rit (+ jurisdiktion över, och får använda, alla övriga) | Franciskus                                      | 2013         |
| Kopternas Alexandria       | Koptisk rit                                                     | Ibrahim Isaac Sidrak                            | 2013         |
| Maroniternas Antiochia     | Maronitisk rit                                                  | Nasrallah Pierre Sfeir                          | 1986         |
| Grek-melkiternas Antiochia | Melkitisk rit                                                   | Gregorius III Laham                             | 2000         |
| Syrianernas Antiochia      | Syrisk rit                                                      | Ignatius Pierre VIII Abdel-Ahad                 | 2001         |
| Kaldéernas Babylon         | Kaldeisk rit                                                    | Louis Raphaël I Sako                            | 2013         |
| Armeniernas Kilikien       | Armenisk rit                                                    | Nersès Bédros XIX Tarmouni                      | 1999         |
| Venedig                    | Romersk rit                                                     | Angelo Scola                                    | 2002         |
| Västindien                 | Romersk rit                                                     | vakant                                          |              |
| Lissabon                   | Romersk rit                                                     | José da Cruz Policarpo                          | 1998         |
| Jerusalem                  | Romersk rit                                                     | Fouad Twal                                      | 2008         |
| Östindien                  | Romersk rit                                                     | Filipe Neri António Sebastião do Rosário Ferrão | 2004         |

## Patriarker i Östortodoxa kyrkan
| Stol                   | Biskop                            | Tillträdde år |
| ---------------------- | --------------------------------- | ------------- |
| Konstantinopel Nya Rom | Ekumenisk patriark Bartholomeus I | 1991          |
| Alexandria             | Theodoros II                      | 2004          |
| Antiochia              | Ignatius IV (Hazim)               | 1979          |
| Jerusalem              | Theophilus III                    | 2005          |
| Moskva                 | Kirill av Moskva                  | 2009          |
| Kiev                   | Filaret av Kiev                   | 1995          |
| Georgien               | Ilia II                           | 1977          |
| Serbien                | Irinej                            | 2010          |
| Rumänien               | Daniel                            | 2007          |
| Bulgarien              | Maxim                             | 1971          |

## Patriarker i Orientaliskt ortodoxa kyrkan
| Stol           | Biskop                                         | Tillträdde år |
| -------------- | ---------------------------------------------- | ------------- |
| Alexandria     | Påve Theodoros II av Alexandria                | 2012          |
| Antiochia      | Ignatius Aphrem II av Antiokia och hela östern | 2014          |
| Armenien       | Karekin II, Catholicos för alla armenier       | 1995          |
| Kilikien       | Aram I, armenisk catholicos av Kilikien        | 1995          |
| Jerusalem      | Torkom, armenisk patriark av Jerusalem         | 1990          |
| Konstantinopel | Mesrob II, armenisk patriark av Konstantinopel | 1998          |
| Etiopien       | Paulos                                         | 1992          |
| Eritrea        | Antonios                                       | 2003          |

## Patriarker i Nestorianska kyrkor
| Stol      | Biskop        | Tillträdde år |
| --------- | ------------- | ------------- |
| Babylon   | Mar Dinkha IV | 1976          |
| Jerusalem | Mar Michai    | 1991          |

## Patriarker av Katolska apostoliska nationalkyrkan av Brasilien
| Stol      | Biskop                        | Tillträdde år |
| --------- | ----------------------------- | ------------- |
| Brasilien | Luis Fernando Castillo Mendez | 1961          |